# 玉努素夫·艾山
玉努素夫·艾山（1924年—？）维吾尔族，新疆新源县人，中国人民解放军北疆军区副司令员。

## 生平
1944年11月，玉努素夫·艾山入伍。1950年5月加入中国共产党。1983年5月到1985年5月，任中国人民解放军北疆军区副司令员。